# Paraiivka, Camenița
Paraiivka (în ucraineană Параївка) este un sat în comuna Zalissea Perșe din raionul Camenița, regiunea Hmelnîțkîi, Ucraina.

## Demografie
Componența lingvistică a localității Paraiivka
     Ucraineană (99,35%)
     Alte limbi (0,65%)
Conform recensământului din 2001, majoritatea populației localității Paraiivka era vorbitoare de ucraineană (99,35%), existând în minoritate și vorbitori de alte limbi.